# Liste der Nummer-eins-Hits in Norwegen (2004)
Diese Liste enthält alle Nummer-eins-Hits in Norwegen im Jahr 2004. Es gab in diesem Jahr 15 Nummer-eins-Singles und 18 Nummer-eins-Alben.
| Singles | Alben |
| --- | --- |
| - OutKast – Hey Ya! - 8 Wochen (47/2003 – 1/2004) - The Black Eyed Peas – Shut Up - 7 Wochen (2/2004 – 8/2004) - Britney Spears – Toxic - 3 Wochen (9/2004 – 11/2004) - Usher – Yeah! - 6 Wochen (12/2004 – 17/2004, insgesamt 7 Wochen) - D12 – My Band - 1 Woche (18/2004) - Eamon – F**k It (I Don't Want You Back) - 1 Woche (19/2004, insgesamt 2 Wochen) - Usher – Yeah! - 1 Woche (20/2004, insgesamt 7 Wochen) - Jim Stärk – Morning Songs EP - 1 Woche (21/2004) - Eamon – F**k It (I Don't Want You Back) - 1 Woche (22/2004, insgesamt 2 Wochen) - Kjartan Salvesen – Standing Tall - 4 Wochen (23/2004 – 26/2004) - O-Zone – Dragostea din tei - 9 Wochen (27/2004 – 35/2004) - O-Zone – Despre tine - 8 Wochen (36/2004 – 43/2004) - Bertine Zetlitz – Fake Your Beauty - 1 Woche (44/2004) - Brian McFadden – Real To Me - 1 Woche (45/2004) - Britney Spears – My Prerogative - 1 Woche (46/2004) - Eric Prydz – Call On Me - 3 Wochen (47/2004 – 49/2004, insgesamt 6 Wochen; → 2005) - Band Aid 20 – Do They Know It’s Christmas? - 3 Wochen (50/2004 – 52/2004) | - R.E.M. – In Time – The Best Of R.E.M. 1988-2003 - 8 Wochen (48/2003 – 2/2004, insgesamt 10 Wochen; → 2003) - Simon & Garfunkel – The Essential - 5 Wochen (3/2004 – 7/2004, insgesamt 6 Wochen) - Norah Jones – Feels Like Home - 1 Woche (8/2004) - Simon & Garfunkel – The Essential - 1 Woche (9/2004, insgesamt 6 Wochen) - Olsenbanden Jr. – Olsenbanden Jr. på rocker'n - 3 Wochen (10/2004 – 12/2004) - Guns N’ Roses – Greatest Hits - 2 Wochen (13/2004 – 14/2004, insgesamt 4 Wochen) - Anastacia – Anastacia - 1 Woche (15/2004) - Guns N’ Roses – Greatest Hits - 2 Wochen (16/2004 – 17/2004, insgesamt 4 Wochen) - Odd Nordstoga – Luring - 7 Wochen (18/2004 – 24/2004, insgesamt 14 Wochen) - Nightwish – Once - 1 Woche (25/2004) - Odd Nordstoga – Luring - 6 Wochen (26/2004 – 31/2004, insgesamt 14 Wochen) - Kjartan Salvesen – Kjartan Salvesen - 2 Wochen (32/2004 – 33/2004) - Odd Nordstoga – Luring - 1 Woche (34/2004, insgesamt 14 Wochen) - The National Bank – The National Bank - 3 Wochen (35/2004 – 37/2004) - Motorpsycho – Presents The International Tussler Society - 1 Woche (38/2004) - WE – Smugglers - 1 Woche (39/2004) - Nick Cave & The Bad Seeds – Abattoir Blues / The Lyre Of Orpheus - 1 Woche (40/2004) - Mark Knopfler – Shangri-La - 1 Woche (41/2004) - R.E.M. – Around the Sun - 2 Wochen (42/2004 – 43/2004) - Thomas Dybdahl – One Day You'll Dance For Me, New York City - 1 Woche (44/2004) - Bjørn Eidsvåg – En vakker dag - 4 Wochen (45/2004 – 48/2004) - U2 – How to Dismantle an Atomic Bomb - 2 Wochen (49/2004 – 50/2004) - Bjørn Eidsvåg – En vakker dag - 2 Wochen (51/2004 – 52/2004) |
| | |

Siehe auch: Nummer-eins-Hits 2004 in  Australien, Belgien, Dänemark, Deutschland, Finnland, Frankreich, Irland, Italien, Japan, Kanada, Mexiko, Neuseeland, den Niederlanden, Österreich, Polen, Portugal, Rumänien, Schweden, der Schweiz, Singapur, Spanien, Südkorea, Ungarn, den Vereinigten Staaten und im Vereinigten Königreich.